# Mednyj angel
Mednyj angel (russisk: Медный ангел) er en sovjetisk spillefilm fra 1984 af Veniamin Dorman.

## Medvirkende
- Anatolij Kuznetsov som Kurmajev
- Irina Sjevtjuk som Marina Gromova
- Valentin Smirnitskij som Vladislav
- Leonid Jarmolnik som Maurice Barro
- Leonid Kuravljov som Larsen